# Erebia pherusa
Erebia pherusa är en fjärilsart som beskrevs av Schultz 1908. Erebia pherusa ingår i släktet Erebia och familjen praktfjärilar. Inga underarter finns listade i Catalogue of Life.